# Ischa Meijer
Israël Chaim (Ischa) Meijer (spreek uit: [ˈɪsxa]; Amsterdam, 14 februari 1943 – aldaar, 14 februari 1995) was een Nederlands journalist, interviewer, televisiepresentator, (toneel)schrijver en filmacteur van Joodse afkomst. Samen met zijn ouders overleefde hij als baby en peuter het Duitse concentratiekamp Bergen-Belsen (1943-1945).

## Leven

### Jeugd
Meijer werd geboren als oudste kind van de historicus en hebraïst Jaap Meijer en Lize Voet, dochter van Herman Isidore Voet. Als baby werd hij met zijn ouders naar concentratiekamp Bergen-Belsen gedeporteerd. Het jonge gezin overleefde de oorlog, waaronder de treinreis vanuit dat kamp met het verloren transport en vestigde zich in de Amsterdamse Staatsliedenbuurt, waar nog dochter Mirjam en zoon Job werden geboren. Begin jaren vijftig volgde, uit vrees voor een inval en definitieve overwinning van het communisme in Europa, een emigratie naar Paramaribo. De Meijers konden er niet aarden en keerden na enkele jaren terug naar Amsterdam. Ischa groeide op in een door de oorlogservaringen getraumatiseerd en geneurotiseerd gezin, waarin hij emotioneel ernstig tekortkwam en, naar eigen zeggen, zelfs lichamelijk werd mishandeld. Op zijn achttiende werd hij, in zijn woorden, 'het huis uitgezet'. Ook met hun dochter en jongste zoon verbraken de ouders later het contact.

### Carrière
Na het gymnasium aan het Coornhert Lyceum te Haarlem, werd hij journalist bij De Nieuwe Linie, Het Vrije Volk en later bij de Haagse Post, Nieuwe Revu en Vrij Nederland. Hij bracht vooral uitgebreide, vaak onthullende interviews. Die gingen, zoals hij en anderen bevestigden, vaak meer over hemzelf dan over de door hem geïnterviewden. Bij de Haagse Post had hij aanvankelijk alleen een beruchte theaterrubriek (waarin hij het woord actreutel uitvond voor een actrice van wie hij niet onder de indruk was), maar vanaf 1975 was hij vaste medewerker. In juni 1984 verscheen in Vrij Nederland een geruchtmakend interview van Meijer met Bram Peper en echtgenote Gusta, waarin het echtpaar zich volledig liet gaan. En prompt de maand erna liep Studio Sport anchorman Mart Smeets in dezelfde rubriek helemaal leeg over gedragingen van meerdere NOS bazen. Meijer gebruikte in die tijd het full-quote-interview, een stijl die hij van Willem Wittkampf had overgenomen. Zijn eerdere interviews waren traditioneler.

#### Radio en televisie
Meijer presenteerde voor de VPRO vanaf 1984 op de radio een rechtstreeks programma vanuit café Eik en Linde in Amsterdam: Een uur Ischa, dat later Een dik uur Ischa werd. Meijer begon het programma altijd met een chanson. Bij dit programma was ook de VPRO-stem Cor Galis aanwezig. Vanaf februari 2020 tekende Anton de Goede voor de VPRO-podcast "Een dik uur Ischa" op de radio waarin radio-uitzendingen van en met Meijer worden besproken door Karin Bloemen, Ramsey Nasr, Jan Haasbroek, Jessica Meijer en vele anderen.
Een buitengewone tv-parel was zijn optreden in juni 1992 als gast in het VPRO-programma Zomergasten. De jonge, onervaren presentator Peter van Ingen zat al binnen 20 minuten in de houdgreep van Meijer, die nu zelf de vragen stelde en de regie geheel had overgenomen. Feilloos fileerde de gast de kwetsbaarheid van de gastheer, in de trant van "interviewen, dat doe je zó." 
Bij televisieomroep RTL 5 presenteerde hij vanaf 1993 op de late avond zijn eigen interviewprogramma I.S.C.H.A.

#### Auteur en acteur
Naast interviewer was Meijer auteur en toneelschrijver en vervolgens werd hij ook acteur. In 1974 verscheen van zijn hand Brief aan mijn moeder, in 1977 gevolgd door Een rabbijn in de tropen. In 1983 oogstte hij met zijn voorstelling Izzy M. der sympathische Jude succes in Berlijn. In de eerste helft van de jaren tachtig trad hij op in een aantal speelfilms, waaronder De boezemvriend (1982) met André van Duin, Bastille (1984) van Rudolf van den Berg en De Leeuw van Vlaanderen (1985) van Hugo Claus.
Vanaf 1991 tot aan zijn dood schreef Meijer een dagelijkse column in Het Parool, onder de titel De Dikke Man.

## Persoonlijk
Meijer had diverse relaties, ging daarnaast vreemd en bezocht prostituees, over wie hij in 1979 het boekje Hoeren schreef. Jarenlang bezocht hij Lia, zijn favoriete hoer, de term die zijzelf verkoos (niet 'prostituée': uitgebate), omdat zij zich niet door een pooier wilde laten overheersen, haar eigen baas wilde blijven. Els Timmerman, een van Meijers volgtijdige partners, schreef in 2005 een optimistisch boekje over hun vroegere driehoeksverhouding, Lia's ziekbed (kanker) en uitvaart: L. Hommage aan een hoer. Daarin beschrijft zij hoe Lia bij Meijers overlijden ook graag een overlijdensadvertentie had geplaatst: "Voor altijd je favoriete hoer, Lia". De redactie van Het Parool weigerde echter haar bericht te plaatsen. Als hoer moest ze op de achtergrond blijven. Het gaat hier echter niet om een biografie, maar om een 'roman', een 'biografische novelle'. Feit en fictie zijn kennelijk dooreengesmeed, 'autobiofictie'. De stijl doet denken aan Connie Palmen. Op 18 februari 1985 interviewde Meijer Lia in zijn radioprogramma bij de VPRO op Hilversum 4: Een uur Ischa. Uit hun conversatie bleek echter vooral de betrekkelijkheid van de kans op emancipatie voor vrouwelijke prostituees.
Van 1980 tot 1982 was Meijer getrouwd met Jenny Arean, die hij aanmoedigde een solotheaterprogramma op te zetten. In de jaren voor zijn dood had hij een hechte relatie met Connie Palmen, die daarover het boek I.M. (1998) schreef. Hij ging in psychoanalyse bij psychiater Louis Tas, die hij hogelijk waardeerde.
Zijn hele leven bleef hij op zoek naar de erkenning die zijn door de oorlog getraumatiseerde ouders hem nooit hadden kunnen (of willen) geven. Toen zijn moeder in 1993 ernstig ziek werd, mochten Meijer noch zijn zuster en broer afscheid komen nemen. Enkele weken na haar overlijden stierf ook de vader. Begin februari 1995 was de erfenis verdeeld, maar Meijer overleed een week later op zijn 52ste verjaardag aan een hartinfarct. Hij liet een zoon en een dochter achter.

## Nalatenschap
In 1995 kreeg Meijer postuum de Zilveren Reissmicrofoon. Niet alleen in journalistieke kringen, maar ook in joodse kringen maakte hij furore. Voor veel mensen van de Tweede Oorlogsgeneratie was Meijer een icoon.
Echter: in zijn radio-optredens betuigde hij hierover soms zijn wrevel. Hij had zelf onder de Duitse bezetting in de Tweede Wereldoorlog als baby en peuter de jodenvervolging ervaren, eerst in Westerbork, vanaf september 1944 in KZ Bergen-Belsen. Daarom noemde hij zichzelf en zijn lotgenoten, kinderen van joodse oorlogsslachtoffers, die zelf vervolging ondergingen en daarna getroffen werden door de trauma's in het ouderlijk gezin, de Generatie Anderhalf. Hun leed was ook primair, een wezenlijk verschil jegens de ‘nazaten’ van oorlogsslachtoffers.
Vóór I.M. (1998) van Connie Palmen verscheen er al een boek over hem, Mijn broer Ischa: Het verhaal van een joods gezin (1996), geschreven door zijn zuster Mirjam. Gijs Groenteman publiceerde Ischa, Verhalen van verwanten, vrienden en vrouwen (2005). Ook in Palmens roman Geheel de Uwe speelt Meijer, dit keer op de achtergrond, een grote rol. Kees de Groot van Embden maakte over Meijer de documentaire Ik hou van mij die op 14 februari 2005 werd uitgezonden. Ook zijn dochter Jessica Meijer heeft in 2013 een boek over haar vader en diens dood geschreven: Een blik jodenkoeken.
In 2007 (formeel: 2008) publiceerde historica Evelien Gans het eerste deel van de dubbelbiografie Jaap en Ischa Meijer: Een joodse geschiedenis 1912-1956 (ISBN 9789035130388).
In 2020 bracht AVROTROS een dramaserie uit over de liefdesrelatie tussen Meijer en Connie Palmen gebaseerd op Palmens roman I.M.. Het scenario werd geschreven door Hugo Heinen en de serie werd geregisseerd door van Michiel van Erp. Wende Snijders vertolkt de rol van Palmen en Meijer wordt gespeeld door Ramsey Nasr, die hiervoor een Gouden Kalf kreeg als beste acteur in een dramaserie voor televisie.
In 2023 publiceerde Annet Mooij de biografie Alles gaat op vroeger terug: Ischa Meijer (1943-1995).